# Macroteleia eremicola
Macroteleia eremicola är en stekelart som beskrevs av Hermann Priesner 1951. Macroteleia eremicola ingår i släktet Macroteleia och familjen Scelionidae. Inga underarter finns listade i Catalogue of Life.